# Ziziphus papuanus
Ziziphus papuanus är en brakvedsväxtart som beskrevs av Carl Karl Adolf Georg Lauterbach. Ziziphus papuanus ingår i släktet Ziziphus och familjen brakvedsväxter. Inga underarter finns listade i Catalogue of Life.